# Mappano
Mappano (piemontesisch Mapan) ist eine italienische Gemeinde der Metropolitanstadt Turin in der Region Piemont.

## Lage und Einwohner
Mappano liegt 11 km nördlich von Turin, einige Kilometer vom Flughafen Turin entfernt und hat 7298 Einwohner (Stand: 31. Dezember 2023).
Die Nachbargemeinden sind Die Gemeinde grenzt an Borgaro Torinese, Caselle Torinese, Leini, Settimo Torinese und Turin.

## Geschichte
Mappano wurde am 31. Januar 2013 aus mehreren Orten gegründet, die zuvor als Fraktionen zu den Gemeinden Caselle Torinese, Borgaro Torinese, Settimo Torinese und Leini gehört hatten. Die ersten Dokumente, die sich auf Mappano beziehen, stammen aus dem 13. Jahrhundert, als die Region aufgrund ihrer sumpfigen Landschaft als Schlamm- oder Marschland bekannt war.